# Erythroxylum incrassatum
Erythroxylum incrassatum är en tvåhjärtbladig växtart som beskrevs av Otto Eugen Schulz. Erythroxylum incrassatum ingår i släktet Erythroxylum och familjen Erythroxylaceae. Inga underarter finns listade i Catalogue of Life.